# آپامه شوناور
آپامه شوناور (آلمانی: Apameh Schönauer، زادهٔ ۱۹۸۵) بانوی ایرانی‌تبار ساکن آلمان است که در سال ۲۰۲۴ به عنوان دختر شایسته آلمان برگزیده شد.

## زندگی
آپامه شوناور سال ۱۹۸۵ در تهران به دنیا آمد و در شش سالگی به آلمان مهاجرت کرد. آپامه در رشته معماری تحصیل و به عنوان معمار فعالیت می‌کند. وی با همسر و دو فرزندش در برلین زندگی می‌کند.

## دختر شایسته آلمان
آپامه در سال ۲۰۲۴، توانست در مراسم دختر شایسته آلمان شرکت کند و از میان حدود ۱۰۰ نامزد در رقابت با ۸ نفر دیگر به این عنوان برگزیده شود و جایزه ۲۵ هزار یورویی را از آن خود کند. پس از دریافت جایزه، تعهد خودش را به حقوق زنان محروم به ویژه زنان ایرانی اعلام کرد. او پس از منتخب شدن در این رقابت، هدف اذیت و آزارهای جنسیت‌زده و نژادپرستانه در شبکه‌های اجتماعی قرار گرفت و کاربران بسیاری در پیام‌های خود یا از ظاهر یا اصالت ایرانی او در یک رقابت آلمانی انتقاد کردند.